# Oropesa del Mar (stacja kolejowa)
Oropesa del Mar (hiszp. Estación de Oropesa del Mar) – stacja kolejowa w Oropesa del Mar, w prowincji Castellón, we wspólnocie autonomicznej Walencja, w Hiszpanii.
Jest obsługiwana przez pociągi dalekiego i średniego zasięgu przewoźnika Renfe.

## Położenie stacji
Znajduje się na Walencja – Sant Vicenç de Calders w km 90,8, na wysokości 7 m n.p.m.

## Historia
Stara stacja Cabanyal została otwarta w dniu 12 marca 1865 wraz z otwarciem linii Benicasim-Uldecona, linii która miała połączyć Walencję z Tarragoną. Prace zostały przeprowadzone przez Sociedad de los Ferrocarriles de Almansa a Valencia y Tarragona (AVT), który wcześniej i pod inną nazwą zdołał połączyć Walencję z Almansą. W 1889 śmierć José Campo Péreza, głównego zarządcy firmy, doprowadziła do fuzji z Norte. W 1941, po nacjonalizacji kolei w Hiszpanii, stacją zarządzał nowo utworzony RENFE.

## Linie kolejowe
- Linia Walencja – Sant Vicenç de Calders